# Toppserien
Die Toppserie (norw. Toppserien) ist die höchste Spielklasse im norwegischen Frauenfußball. Die Liga umfasste von der Saison 2007 bis zur Saison 2019 zwölf Mannschaften. Seit 2020 wird die Meisterschaft mit zehn Mannschaften ausgespielt.

## Modus
Seit 2023 wird eine Dreifachrunde gespielt, in der jede Mannschaft dreimal gegen jedes andere Team spielt. Somit bestreitet jede Mannschaft 27 Meisterschaftsspiele. Der Meister und der Tabellenzweite qualifizieren sich für die UEFA Women’s Champions League, während die letztplatzierte Mannschaft absteigen muss. Wie in Skandinavien üblich verläuft die Saison mit dem Kalenderjahr.

## Geschichte
1984 wurde erstmals eine offizielle Meisterschaft im norwegischen Frauenfußball ausgespielt. Es wurde eine erste Liga gegründet, die in die Gruppen Westnorwegen, Ostnorwegen und Zentralnorwegen eingeteilt war. Die Gruppensieger ermittelten in einer Endrunde den Landesmeister. 1986 kam eine Gruppe für Nordnorwegen hinzu. Ein Jahr später wurde eine eingleisige erste Liga mit zehn Mannschaften eingerichtet. 1995 wurde die Spielklasse in Eliteserien umbenannt. Seit 2000 trägt sie den heutigen Namen Toppserien.

## Bisherige Meister
- 1984: Sprint/Jeløy SK
- 1985: Nymark IL
- 1986: Sprint/Jeløy SK
- 1987: Klepp IL
- 1988: Asker SK
- 1989: Asker SK
- 1990: Sprint/Jeløy SK
- 1991: Asker SK
- 1992: Asker SK
- 1993: Sprint/Jeløy SK
- 1994: Trondheims-Ørn SK
- 1995: Trondheims-Ørn SK
- 1996: Trondheims-Ørn SK
- 1997: Trondheims-Ørn SK
- 1998: Asker SK
- 1999: Asker SK
- 2000: Trondheims-Ørn SK
- 2001: Trondheims-Ørn SK
- 2002: Kolbotn IL
- 2003: Trondheims-Ørn SK
- 2004: Røa IL
- 2005: Kolbotn IL
- 2006: Kolbotn IL
- 2007: Røa IL
- 2008: Røa IL
- 2009: Røa IL
- 2010: Stabæk FK
- 2011: Røa IL
- 2012: Lillestrøm SK Kvinner
- 2013: Stabæk FK
- 2014: Lillestrøm SK Kvinner
- 2015: Lillestrøm SK Kvinner
- 2016: Lillestrøm SK Kvinner
- 2017: Lillestrøm SK Kvinner
- 2018: Lillestrøm SK Kvinner
- 2019: Lillestrøm SK Kvinner
- 2020: Vålerenga Oslo[1]
- 2021: IL Sandviken
- 2022: SK Brann Kvinner
- 2023: Vålerenga Oslo
- 2024: Vålerenga Oslo

### Meister nach Häufigkeit
| Titel | Verein                | Saisons                                        |
| ----- | --------------------- | ---------------------------------------------- |
| 8     | Stabæk FK 1           | 1988, 1989, 1991, 1992, 1998, 1999, 2010, 2013 |
| 7     | Trondheims-Ørn SK     | 1994, 1995, 1996, 1997, 2000, 2001, 2003       |
| 7     | Lillestrøm SK Kvinner | 2012, 2014, 2015, 2016, 2017, 2018, 2019       |
| 5     | Røa IL                | 2004, 2007, 2008, 2009, 2011                   |
| 4     | Sprint/Jeløy SK       | 1984, 1986, 1990, 1993                         |
| 3     | Kolbotn IL            | 2002, 2005, 2006                               |
| 3     | Vålerenga Oslo        | 2020, 2023, 2024                               |
| 2     | SK Brann Kvinner 2    | 2021, 2022                                     |
| 1     | Klepp IL              | 1987                                           |
| 1     | Nymark IL             | 1985                                           |

## Rekordmeister
- 1984 Sprint/Jeløy SK (1)
- 1985 Nymark IL und Sprint/Jeløy SK (je 1)
- 1986–88 Sprint/Jeløy SK (2)
- 1989 Asker SK und Sprint/Jeløy SK (je 2)
- 1990 Sprint/Jeløy SK (3)
- 1991 Asker SK und Sprint/Jeløy SK (je 3)
- 1992 Asker SK (4)
- 1993–1996 Asker SK und Sprint/Jeløy SK (je 4)
- 1997 Trondheims-Ørn SK, Asker SK und Sprint/Jeløy SK (je 4)
- 1998–2000 Asker SK (5–6)
- 2001–2009 Trondheims-Ørn SK (6–7)
- 2010–2012 Trondheims-Ørn SK und Asker SK (je 7)
- seit 2013 Stabæk FK (8)